# Portret moža (van der Goes)
Portret moža je slika flamskiega slikarja Huga van der Goesa iz okoli leta 1475, ki ga danes hranijo v Metropolitanskem muzeju umetnosti v New Yorku. MET-ov Portret moža je verjetno odrezan fragment nabožnega triptiha.
Hugo van der Goes je ustvaril nekaj najbolj slavnih oltarjev severne renesanse. Izjemen realizem tega portreta, zlasti brade, je značilnost njegovega dela. Če moško glavo postavimo proti temni notranjosti, ob svetlem oknu, poudarjen kontrast svetlobe in sence izboljša modeliranje obraznih potez. Portret je bil kasneje izrezan v ovalno obliko iz pravokotne table, ki je bila verjetno prvotno del nabožnega triptiha. Portretiranec z rokami, združenimi v  molitvi, usmerja pogled proti pogrešani verski podobi.

## Poreklo
Po podatkih Metropolitanskega muzeja umetnosti, sliki sledimo od leta 1878, ko je bila v Parizu naprodaj pripisana slikarju Antonello da Messina in jo je kupil Étienne Martin, baron de Beurnonville. Leta 1881 se je ponovno prodajala, kupil jo je Paul Mame iz Toursa; še vedno kot Antonello da Messine se prodaja leta 1904, ko jo kupita gospod in gospa H. O. Havemeyer iz New Yorka. Leta 1929 jo je pridobil MET. V biltenu Posojilna razstava umetnosti italijanske renesanse  Metropolitanskega muzeja umetnosti 18 (maj 1923), str. 109, je bila še vedno pripisana Antonello da Messini. Max J. Friedländer v pismu Brysonu Burroughsu 22. avgusta 1929 pripisuje ta portret Hugu van der Goesu; ugotavlja, da tabla prvotno ni bila ovalna. Slika je bila na vrsti razstav po svetu. Erwin Panofsky v Zgodnje nizozemsko slikarstvo: njegov izvor in značaj, Cambridge, Massachusetts, 1953, letn. 1, str. 479 n. 16 (do str. 294), str. 499 n. 1 (na str. 332), sliko pripiše Hugu van der Goesu in jo skupaj s Portretom donatorja z Janezom Krstnikom (umetniška galerija Walters, Baltimore) obravnava kot drobce večjih kompozicij. Jochen Sander v Hugo van der Goes: Stilentwicklung und Chronologie, Mainz, 1992, str. 127–34, sl. 50–52 (črno-belo obnovljeno stanje; pred obnovitvijo; rentgenska slika) sliko datira v leto 1475 ali kmalu zatem; primerja jo s portretom Edwarda Bonkila, upodobljenim na zunanjem desnem krilu Oltarja svete Trojice (National Gallery, Edinburgh, Škotska); verjame, da je več kot verjetno, da so pokrajinsko ozadje in prag pozneje dodale šibkejše roke, da bi izboljšali kompozicijo; ugotavlja, da rentgenska radiografija kaže, da roke portretiranca in steber v kotu nista bila del originalne kompozicije.

## Opis
Sedanji portret potrjuje drzno prisotnost in odločilno moč značaja. Ti močni učinki so deloma posledica upodobitve subjekta od spodaj, kot da je pri gledalcu v superiornem položaju. Prav tako so rezultat zamiranja osvetljene glave ob temno kamnito steno in uvedbe dramatične osvetlitve, ki poudarja modeliranje obraznih potez, tako da so videti kot izklesane iz kamna. Morda so te značilnosti, pa tudi vtis, ki so ga dale roke in ozadje, ko so bili prebarvani, najprej spodbudili znanstvenike, da so dodelili ta portret Antonellu da Messini.
Močan realizem van der Goesovega pristopa, ki prikazuje motne tone človekovega obraza, novonastalo brado in hrapave roke, združene v molitvi, krepi občutek goreče predane pobožnosti, ki jo je izrazil portretiranec. Podobne obdelave se pojavljajo na donatorskem portretu Hipolita de Bertohoza na levem krilu oltarja sv. Hipolita in na glavi Edwarda Bonkila na zunanjem desnem krilu Oltarja svete Trojice.
Ovalna oblika MET-ovega portreta ni izvirna; odrezali so ga s pravokotne opore in zamenjali poškodovan trikotni kos neba v pokrajinskem pogledu. Poza neznanega meščanskega portretiranca, ki je v molitvi obrnjen proti desni, in njegov usmerjen pogled nakazujeta, da je bila nekdaj na desni strani portreta posvečena podoba, morda Marija in otrok. Podoba moževe žene je bila morda postavljena na desno od predmeta njegovega čaščenja, tako da je uravnotežil njegovo podobo in oblikoval običajni triptih.